# Welkenbach
Welkenbach es un municipio situado en el distrito de Westerwald, en el estado federado de Renania-Palatinado (Alemania). Su población estimada a finales de 2016 era de 144 habitantes.
Se encuentra ubicado al noreste del estado, cerca de la orilla derecha del río Rin, de la orilla norte del río Lahn, de la orilla sur del río Sieg (estos dos últimos son afluentes del Rin por su margen derecha), y de la frontera con el estado de Hesse.